# Joel Ortega Cuevas
Adolfo Joel Ortega Cuevas (Ciudad de México, 27 de septiembre de 1961) es un ingeniero y político mexicano, que fuera secretario de seguridad pública del Distrito Federal.

## Biografía
Es egresado de la Escuela Superior de Ingeniería Mecánica y Eléctrica (ESIME) del Instituto Politécnico Nacional.
Inició sus actividades en el servicio público como profesor en su Escuela, impartiendo las materias Proyecto de Ingeniería y Electrotecnia I. En 1985, se desempeñó como secretario técnico de las Comisiones de Información, Gestoría y Quejas, y posteriormente, en la de Energéticos durante la LIII Legislatura de la Cámara de Diputados. 
En 1991, se incorporó al Gobierno de la Ciudad de México al asumir la Dirección de Proyectos de la Secretaría de Estudios y Proyectos Institucionales; posteriormente se desempeñó como director general Regional Norte de la Secretaría General de Gobierno y director general de Autotransporte Urbano en la Secretaría de Protección y Vialidad del Distrito Federal, hasta 1994 del entonces Departamento del Distrito Federal. 
A partir de 1997, en el Gobierno del Ingeniero Cuauhtémoc Cárdenas, fue director general del Servicio de Transportes Eléctricos y en 1998 fue designado Secretario de Transportes y Vialidad. En su calidad de Secretario, fue Presidente de los Consejos de Administración del STC-Metro, del Servicio de Transportes Eléctricos y de la Red de Transporte de Pasajeros, RTP, de la cual es fundador; y Presidente de la Comisión Metropolitano de Transporte y Vialidad (Cometravi).
En el año 2000 hizo campaña junto con Andrés Manuel López Obrador, siendo electo jefe delegacional en Gustavo A. Madero, para el período 2000-2003, cargo en el que concluyó su mandato. En 2004, por invitación del jefe de Gobierno fue designado secretario técnico del Gabinete de Seguridad Pública y Procuración de Justicia y Gobierno. 
A propuesta de Andrés Manuel López Obrador en 2004, fue nombrado por el presidente de la República, secretario de Seguridad Pública del Distrito Federal, cargo en que fue ratificado al comenzar la administración de Marcelo Ebrard, y en el permaneció hasta julio del 2008. 
En la vida gremial ha sido Vicepresidente del Colegio de Ingenieros Mecánicos y Electricistas por el XXIV Consejo Directivo, y Coordinador de la Comisión de Transporte de la Unión Mexicana de Asociaciones de Ingenieros (UMAI). 
Ha sido conferencista principalmente de temas relacionados con la Gobernabilidad, Transporte Urbano y la Seguridad Pública, destacando los trabajos presentados en la Asociación Internacional de Reguladores de Transporte (IATR); en la Unión Internacional de Transporte de Pasajeros (UITP); y en las Conferencias de “Líderes de Gobierno” de Microsoft.  Ha sido articulista de los diarios Metro y El Universal.
En 2007, siendo Secretario de Seguridad Pública del Distrito Federal, fue reconocido con la Medalla Benita Galeana por el PRD, y con la Medalla Lázaro Cárdenas por desempeño profesional, máxima presea que otorga su alma mater, el Instituto Politécnico Nacional.
En 2012 fue Coordinador General de Campaña del Dr. Miguel Ángel Mancera Espinosa. A partir del 10 de diciembre de ese mismo año, es nombrado director general de Sistema de Transporte Colectivo Metro.

## Reconocimientos
- Medalla Lázaro Cárdenas – IPN.[2]